# Horst Meyer (Physiker)
Johannes Horst Max Meyer (* 1. März 1926 in Berlin; † 14. August 2016 in Durham, North Carolina) war ein Schweizer Tieftemperaturphysiker.
Meyer war der Sohn des Chirurgen Arthur Woldemar Meyer in Berlin und der Enkel des Pharmakologen Hans Horst Meyer. Nach Arthurs plötzlichem Tod 1933 wurde er von dem deutsch-baltischen Chemiker Kurt Heinrich Meyer, dem Bruder von Arthur, adoptiert und wuchs ab 1932 in der Schweiz auf. Nach dem Abitur am Collège Jean Calvin in Genf, 1944, studierte er Physik an der Universität Genf und Universität Zürich mit der Promotion 1953. Klaus Clusius war sein Mentor in Zürich. Als Post-Doktorand und Nuffield Fellow war er an der Universität Oxford im Clarendon Laboratory tätig, war ab 1957 Dozent an der Harvard University und ab 1959 zunächst Assistant Professor und später Professor an der Duke University (der ehemaligen Wirkungsstätte von Fritz London), wo er 1984 Fritz London Professor wurde und 2004 emeritiert wurde.
Er war Gastprofessor an der TU München (1965), der Universität Tokio, am Toyota Technical Institute in Nagoya und 1974 und 1975 am Institut Laue-Langevin in Grenoble. Ab 1992 war er Herausgeber des Journal of Low Temperature Physics. 1988 war er Gastwissenschaftler an der Russischen Akademie der Wissenschaften.
Er befasst sich mit experimenteller Tieftemperaturphysik, unter anderem mit der Untersuchung des Magnetismus (magnetische Isolatoren), von beta-quinone Clathraten, festem und flüssigem Helium, festem Wasserstoff (und Deuterium) und verschiedenen Phasenübergängen wie dem Ordnungs-Unordnungs-Phasenübergang in festem Wasserstoff, dem Supraflüssigkeitsübergang in 4He und Mischungen von 3He und 4He und dem Gas-Flüssigkeits-Übergang. Außerdem untersuchte er die Rayleigh-Bénard-Konvektion mit 3He. Die Liste seiner Veröffentlichungen sowie seiner ehemaligen Doktoranden und Mitarbeiter ist in seinem Weblink zu finden.
1993 erhielt er den Fritz London Memorial Award und 1982 den Jesse W. Beams Award der American Physical Society, deren Fellow er seit 1970 ist. 1961 bis 1965 war er Sloan Research Fellow. 2014 erhielt er die "University Medal" der Duke University. Einer seiner Doktoranden, Robert C. Richardson, teilte 1996 den Nobelpreis für Physik mit Douglas D. Osheroff und David M. Lee für die Entdeckung von Superfluidität in 3He. Ein anderer Doktorand, Arthur Brooks Harris, erhielt 2007 den Lars Onsager Prize für seine theoretischen Arbeiten in der Festkörperphysik.
1953 heiratete er Ruth Mary Hunter (2013 verstorben) und hatte einen Sohn, Christopher, der als Physiker am National Institute of Standards and Technology (NIST) tätig ist.